# Lysmata amboinensis

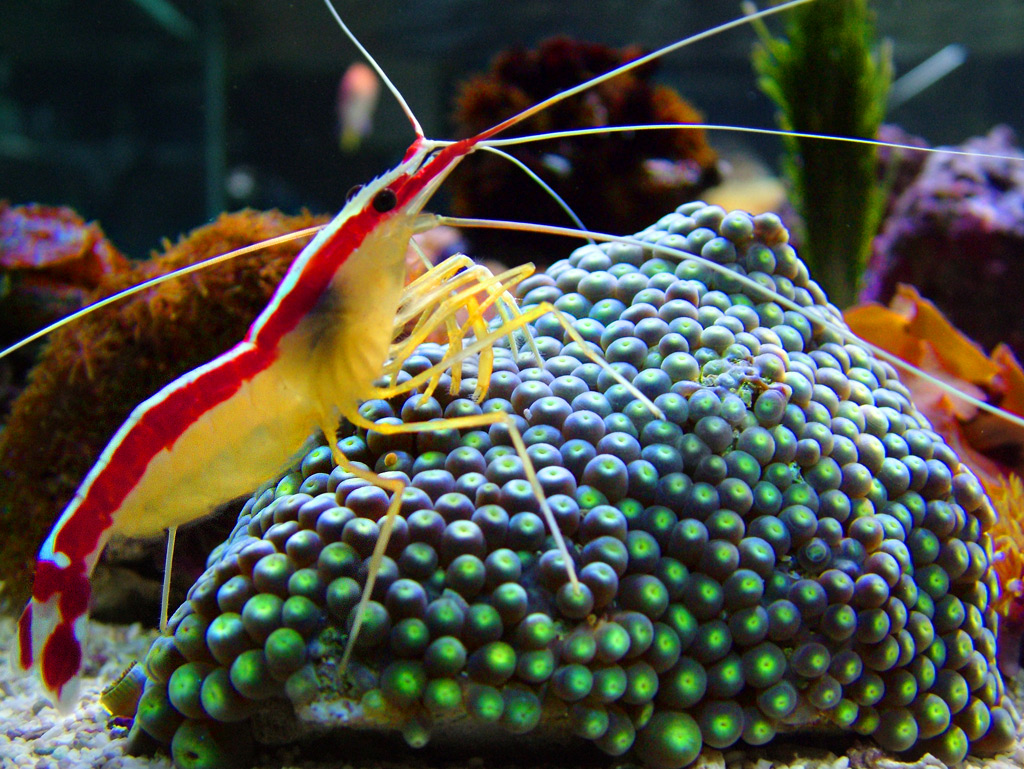
L. amboinensis sobre Zoanthus

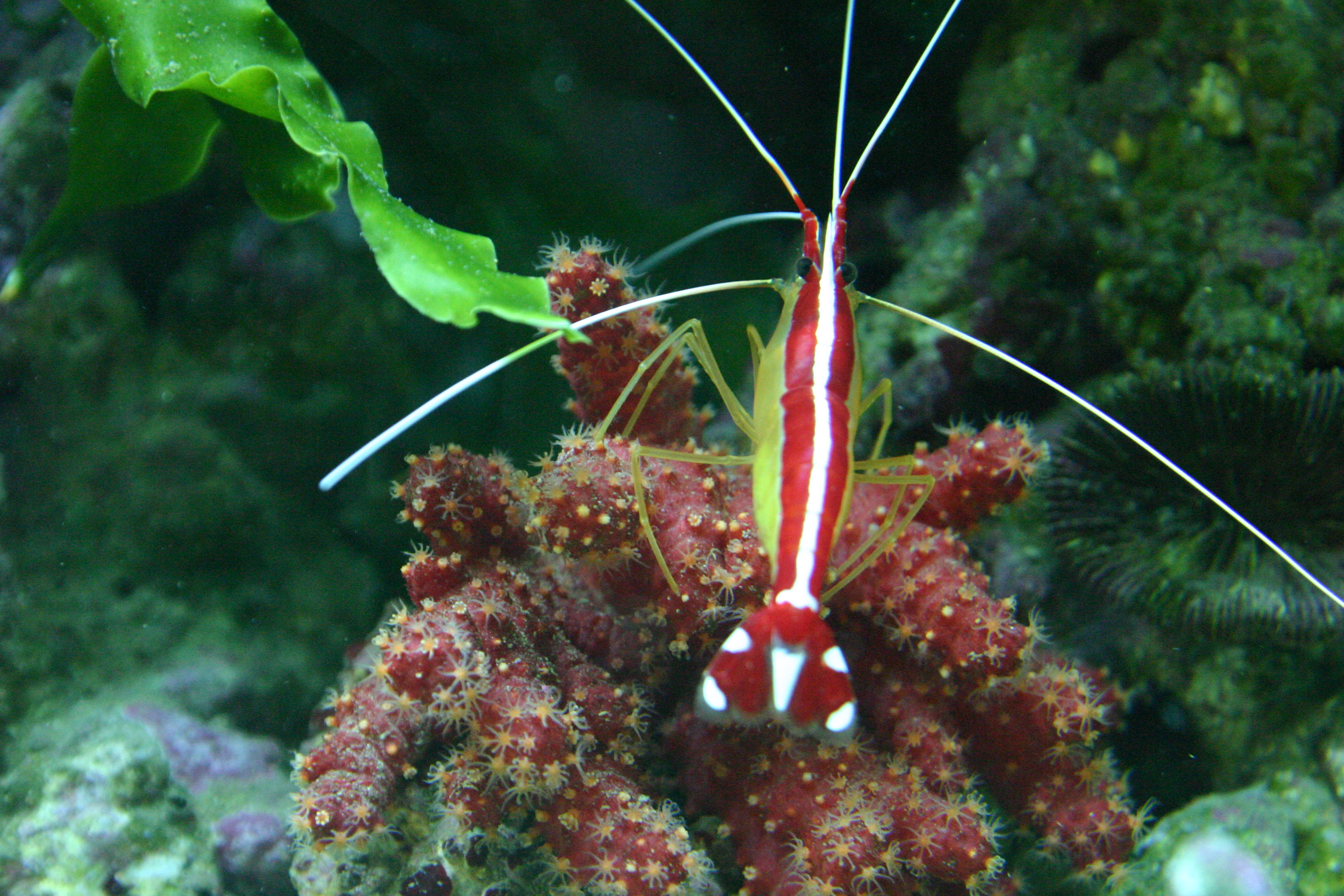
L. amboinensis sobre Nephthyigorgia, en acuario de arrecife

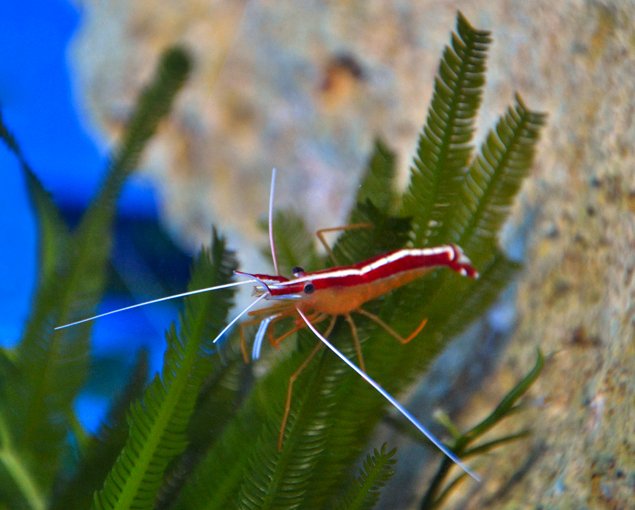
L. amboinensis en Caulerpa taxifolia

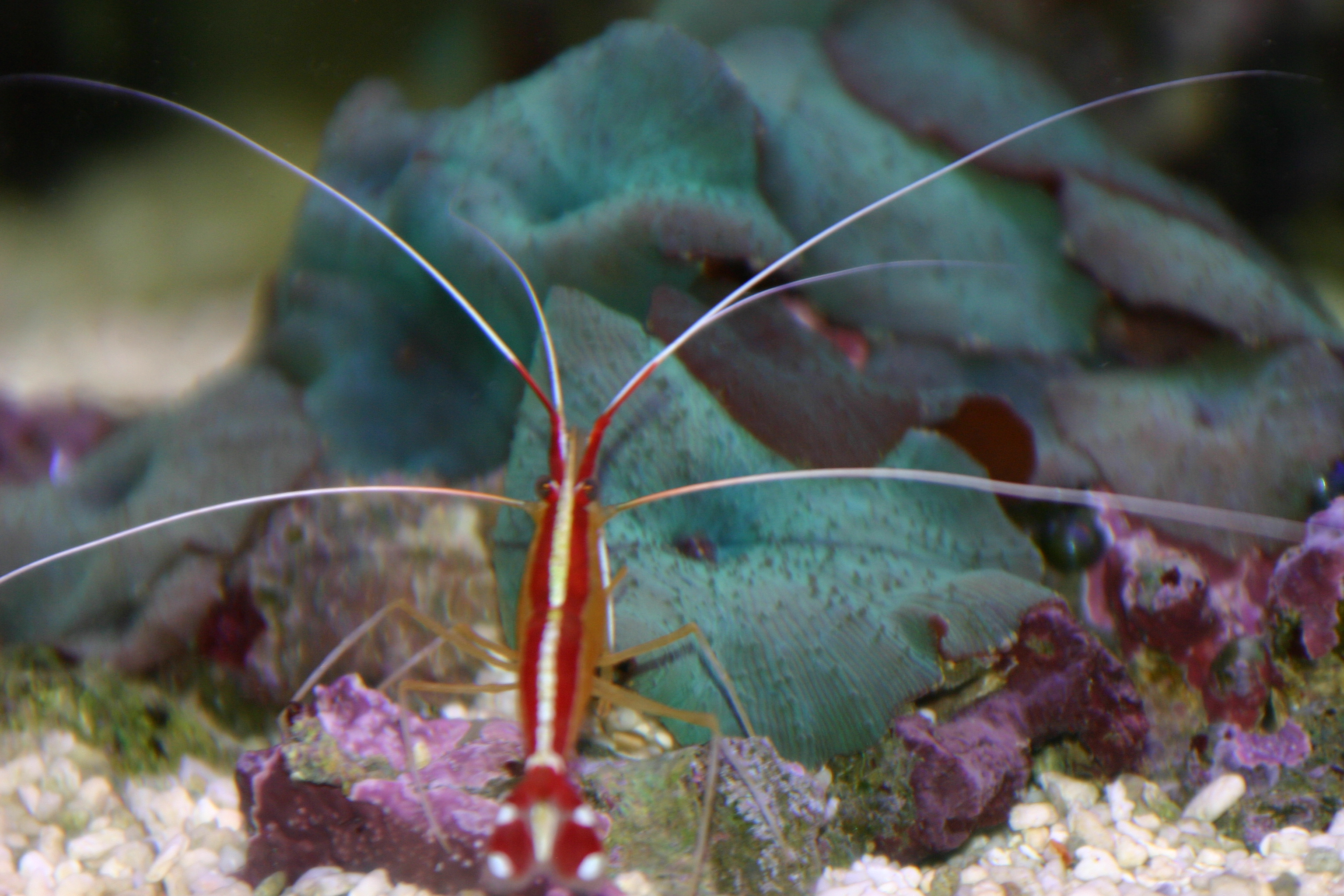
L. amboinensis frente a Discosoma coeruleus

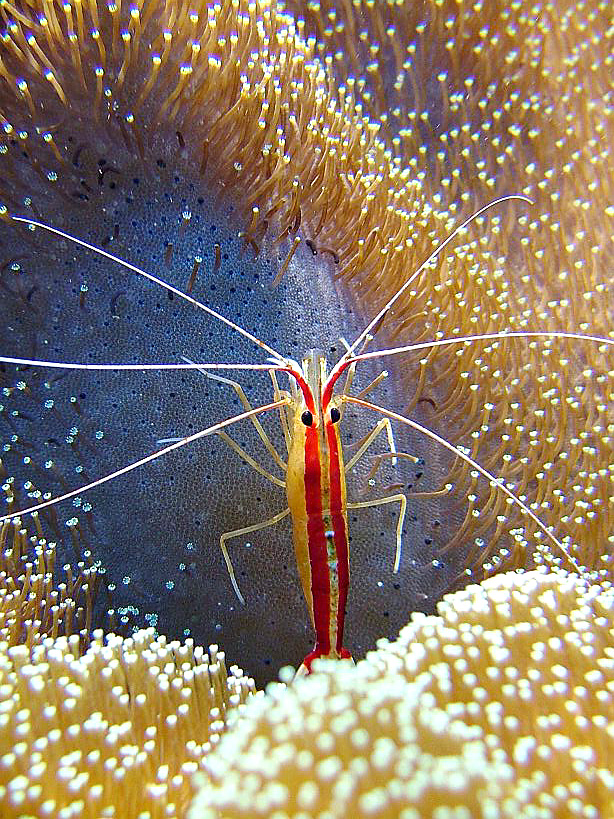
L. amboinensis en Sarcophyton

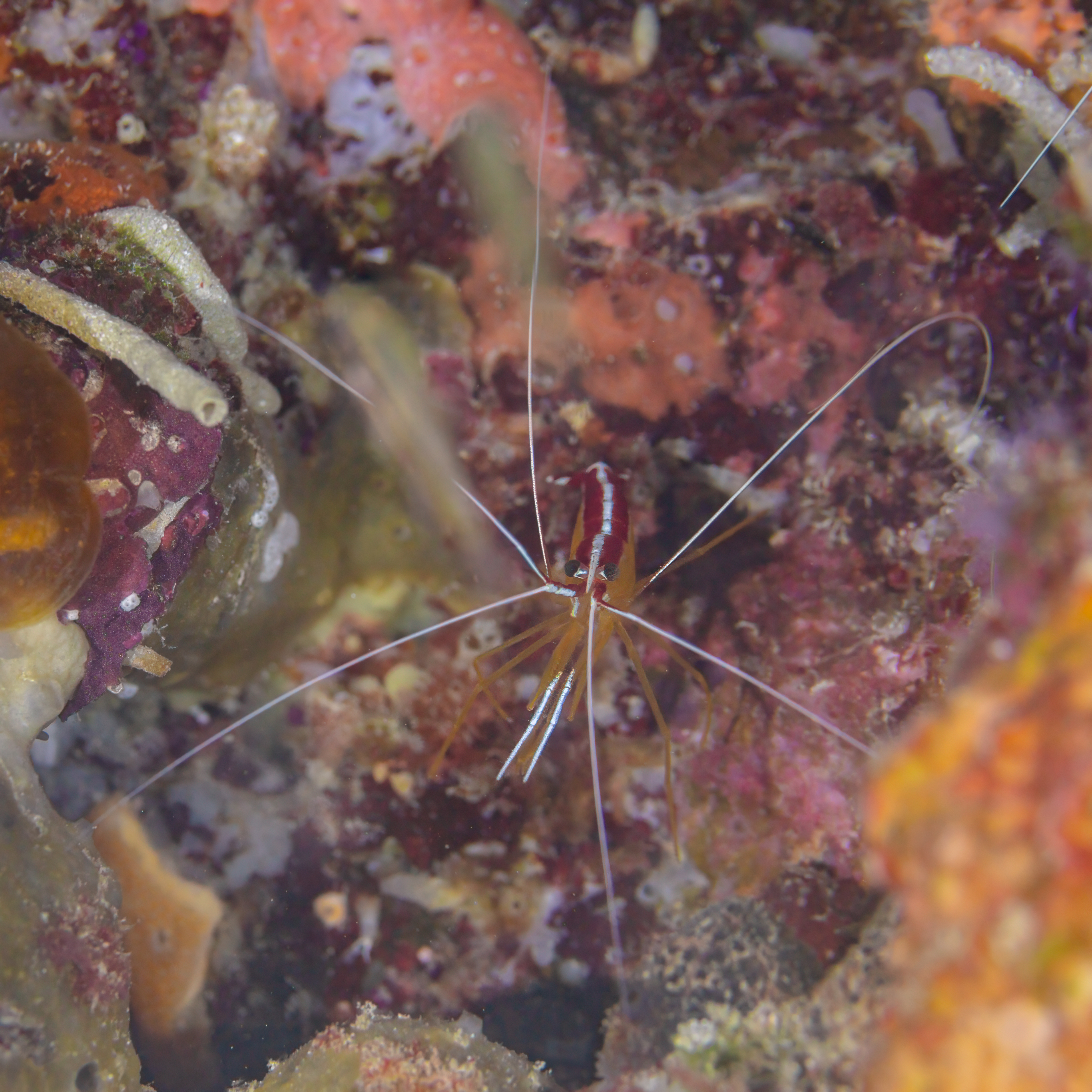
Ejemplar en Zanzíbar.

El camarón limpiador del Pacífico, también conocido como camarón limpiador del Norte (Lysmata amboinensis) es una especie de camarón de la familia Lysmatidae, orden Decapoda. Es un camarón omnívoro, el cual se alimenta generalmente de parásitos y tejidos muertos. 
Este camarón limpiador es una parte importante del ecosistema de arrecife. Se ha podido observar que los peces con parásitos acuden a "estaciones de limpieza" en los arrecifes. Allí, ciertas especies de peces, y varias especies de camarones limpiadores, acuden en gran cantidad a ayudar a los peces infestados, pudiendo incluso entrar en la boca y hasta en la cavidad de las agallas, sin ser predados.
Muchas especies de Lysmata, incluyendo a L. amboinensis, son seguras y beneficiosas en los acuarios de agua salada ya que, como su nombre indica, limpian el acuario y, ocasionalmente, a los peces que en él se encuentran.

## Morfología
Es fácilmente distinguible, de color naranja con una banda longitudinal roja en el dorso, a la que se superpone una banda blanca más estrecha. Puntos blancos típicos en la cola, tres pares de largas antenas blancas, y parte anterior de las finas tenazas blanca. La línea blanca de la espalda roja se interrumpe al principio del telson. 
Tamaño: Hasta 6 cm.
L. amboinensis normalmente sufre una muda cada  3–8 semanas y su longevidad es de aproximadamente 3 años.

## Alimentación
Omnívoro, se alimenta de los parásitos y bacterias de los peces y también de restos orgánicos y detritos.

## Hábitat y comportamiento
Está asociado a arrecifes de coral y ambientes rocosos, bajo el nivel de las mareas y en pendientes de arrecifes exteriores. Vive en cuevas y grietas, así como en pecios. Suele vivir en pareja y en grandes grupos, de hasta cien individuos.
Desparasita a muchas especies de peces y morenas, y no desprecia a los humanos que se crucen, siendo de las especies de gamba o camarón, más "descarada" y sin temor a otras especies animales. Su hábitat se encuentra entre 8 y 25 metros de profundidad.

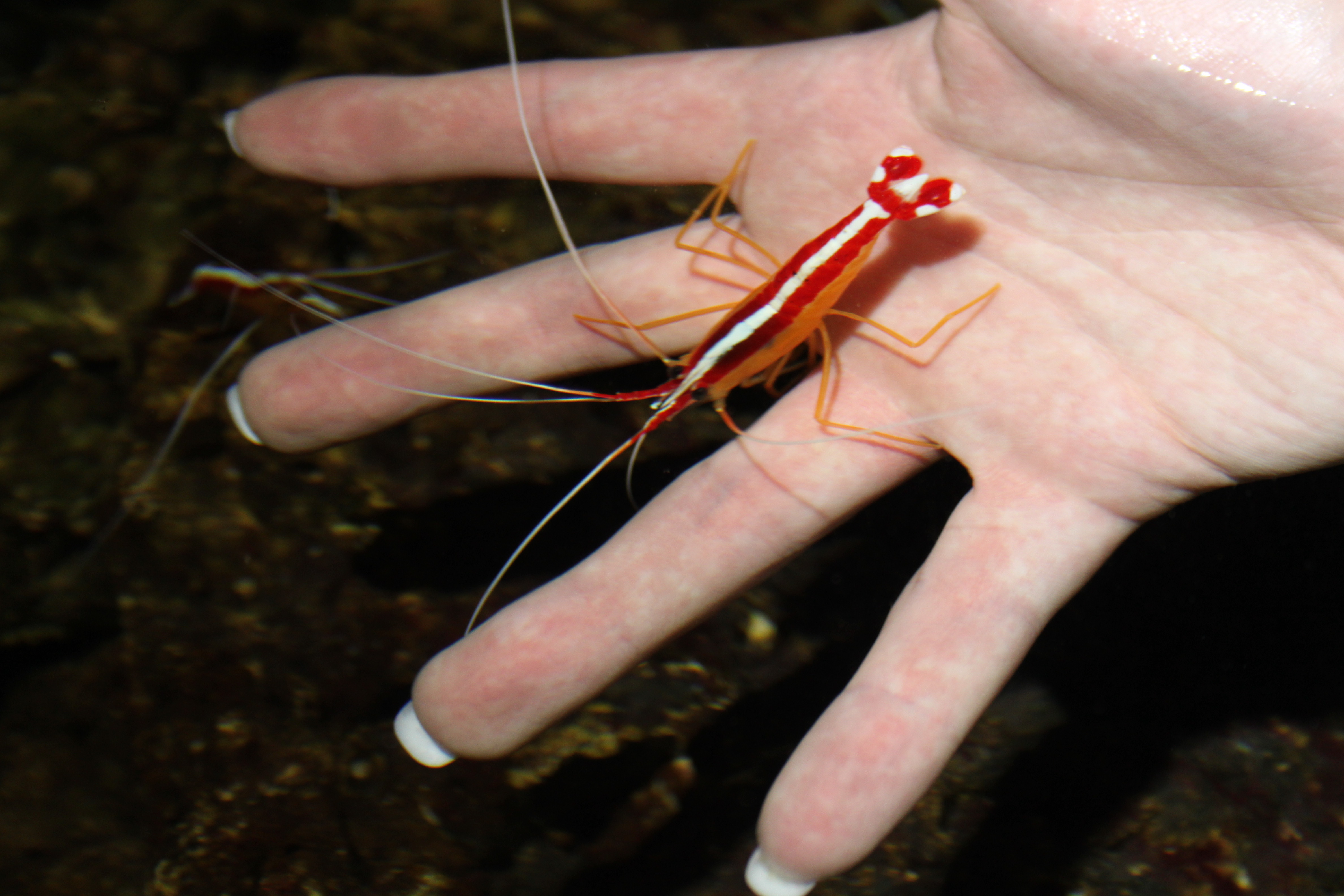
L. amboinensis inspeccionando una mano humana
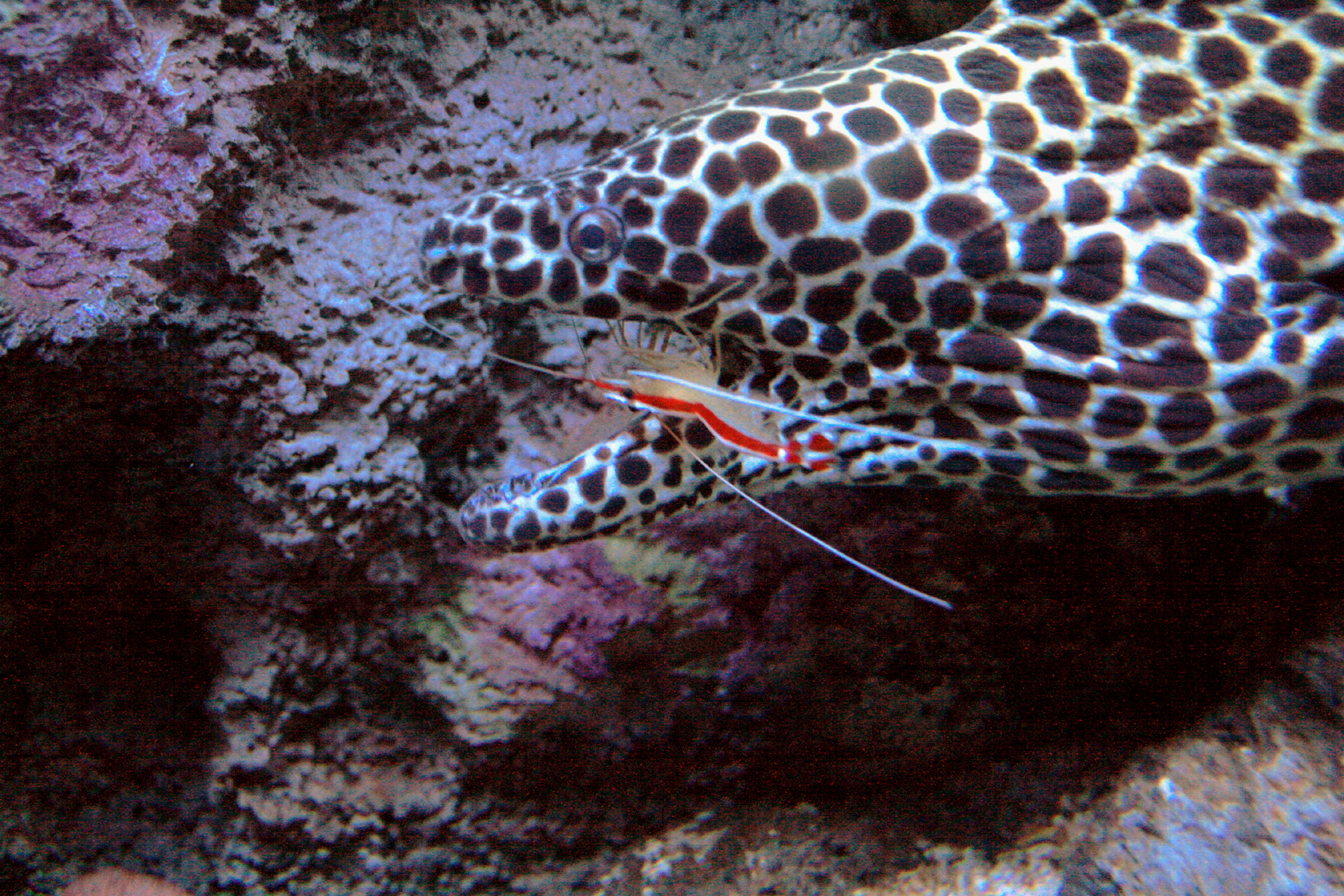
L. amboinensis limpiando la boca de una morena Gymnothorax favagineus

## Distribución geográfica
Se encuentra ampliamente distribuido en el Mar Rojo y en aguas tropicales de los océanos Índico y Pacífico.

## Reproducción
Las gambas limpiadoras son hermafroditas, poseen órganos sexuales masculinos y femeninos. Generalmente el espécimen de mayor tamaño desempeña la función de hembra. La estrategia reproductiva de L. amboinensis ha sido bastante enigmática: Aunque su naturaleza es hermafrodita, se necesita al menos de dos individuos para que la reproducción se produzca. Si bien cada ejemplar es capaz de producir huevos y espermatozoides, cada uno usa su esperma para fertilizar los huevos de otro y es incapaz de autofertilizarse, favoreciendo de esta forma la variabilidad genética.
El apareamiento se produce justo después de la muda de la hembra. El macho monta a la hembra y deposita su esperma en el receptáculo de esperma de la hembra. La hembra puede almacenar el esperma durante varios meses antes de fertilizar los huevos. Los huevos de Lysmata son de color verde intenso y los llevan debajo del abdomen; eclosionan de noche y las larvas se convierten en parte del plancton. Después de una serie de mudas las larvas se asientan en el fondo.

## Mantenimiento
Es una especie fácil de mantener. Se debe cuidar la aclimatación al nuevo ecosistema, realizándola durante, al menos, una hora y mediante el sistema de goteo. Es muy sensible a los cambios de densidad salina y pH. No tolera los medicamentos que contengan cobre o los niveles altos de nitratos en el acuario, además necesita parámetros perfectos de calcio y Yodo para conseguir un caparazón fuerte y un óptimo crecimiento.
Se puede mantener en grupo, pues son muy sociables con sus congéneres, así como con cualquier otro ser vivo más grande que pueda ser un cliente potencial.
Acepta toda clase de alimentos, tanto mysis y artemia, como disecado, macroalgas, etc.